# Coleção botânica
Coleção Botânica é um local onde se guardam espécies botânicas e destinado o material para estudos e pesquisas.
As plantas dessecadas são afixadas em cartolina (exsicatas), e os frutos (carpoteca), sementes, amostras de madeira dessecadas (xiloteca), flores e frutos conservados em meio líquido, ou mesmo lâminas com cortes histológicos (laminoteca) e lâminas com grãos de pólen (palinoteca).
As coleções botânicas pode ter espécies vivas ou parte destas espécies conservadas. Também há coleções virtuais, tanto em livros, como digitalizadas.

## Principais tipos botânicos
| - Carpoteca - Xiloteca - Jardim botânico ou Arboretum - Herbário - Palinoteca - fototeca | - fruta e semente - Madeira - Ecologia ou Jardim ou Horto - Árvore - Microfósseis - fotos de plantas e seus detalhes |